# Скрипников, Георгий Ильич
Георгий Ильич Скрипников (17 мая 1907 — 15 августа 1944) — капитан Красной армии, участник Великой Отечественной войны. Герой Советского Союза (1945). Член ВКП(б) с 1942 года.

## Биография
Родился 17 мая 1907 года в селе Султан ныне Курсавского района Ставропольского края.
В Красной Армии в 1931—1936 и с 1941 года. В действующей армии во время Великой Отечественной войны с июля 1941 года. Участвовал в оборонительных боях на Смоленском направлении, освобождении Белоруссии, Польши.
Указом Президиума Верховного Совета СССР от 24 марта 1945 года за мужество, отвагу и героизм капитану Скрипникову Георгию Ильичу присвоено звание Героя Советского Союза.
15 августа 1944 года капитан Г. И. Скрипников погиб в бою севернее Варшавы.